# Nicola Di Leo
Nicola Di Leo (Trani, 7 gennaio 1960) è un allenatore di calcio ed ex calciatore italiano, di ruolo portiere, tecnico in seconda della squadra Primavera del Bari.

## Carriera

### Giocatore
Ha vestito la maglia di diverse squadre professionistiche italiane, debuttando al Trani, squadra della sua città. In seguito ha militato nell'Avellino in Serie A, dove è sceso in campo solo una volta in 3 stagioni.

Successivamente è sceso in Serie B, militando nel Perugia e nella Sambenedettese. Nel 1985 è tornato all'Avellino, dove stavolta è stato impiegato con maggiore continuità, giocando 3 stagioni di Serie A e una di Serie B, collezionando con gli irpini 102 presenze. Nel 1989 è passato al Cosenza, nei cadetti, giocando da titolare. La stagione successiva è tornato al Perugia, in Serie C1.

Di Leo al Perugia nel 1983

La sua ultima squadra professionistica è stata l'Udinese, con cui da riserva ha totalizzato 4 presenze in 2 stagioni: la prima in B (1991-1992), dove ha raccolto una sola presenza, la seconda in A (1992-1993), dove da riserva di Di Sarno ha collezionato 3 presenze in campionato.
Ha esordito in Serie A il 16 maggio 1982 in Inter-Avellino 2-1.

### Allenatore
Ha allenato 3 anni la Fortis Trani, in Eccellenza Puglia, venendo esonerato. In seguito è stato il preparatore dei portieri di Fidelis Andria, Melfi, Martina Franca, Messina e Perugia.
Nella stagione 2008-2009 ha guidato l'Andria BAT, in Seconda divisione, fino a febbraio, quand'è stato esonerato. Nel febbraio del 2010 è diventato l'allenatore del Liberty Molfetta, in Eccellenza Pugliese. Il 20 luglio 2010 si è trasferito al Cosenza, in Prima divisione, dove è stato il preparatore dei portieri fino a fine stagione.
Il 6 luglio 2012 è diventato il nuovo preparatore dei portieri del Barletta. Il 4 marzo 2013, dopo l'esonero di Raffaele Novelli e l'arrivo di Nevio Orlandi, ha ricoperto anche il ruolo di vice allenatore. Il 2 luglio 2013 è stato riconfermato come preparatore dei portieri del club, perdendo tuttavia il ruolo di vice allenatore, affidato a Marco Carrara. Dopo l'esonero di Nevio Orlandi, il 4 aprile 2014 è diventato il vice di Marco Carrara, mantenendo anche il ruolo di preparatore dei portieri.
Il 4 aprile 2016 è diventato il vice di Salvo Fulvio D'Adderio al Monopoli, militante nel campionato Lega Pro girone C.
In diverse annate guida la squadra Giovanissimi della sua scuola calcio fondata nel 2010.
Dopo un'esperienza come preparatore dei portieri nelle giovanili del Bisceglie, nella stagione 2021-2022 fa ritorno all' Fidelis Andria, dove ricopre il medesimo incarico dapprima nelle giovanili, poi nel corso della stagione nello staff della prima squadra, fino ad assumerne la guida tecnica in coppia con Vito Di Bari. 
Il 15 aprile 2024 viene nominato vice allenatore del Bari con Federico Giampaolo.

## Palmarès

### Giocatore

#### Competizioni regionali
- Promozione: 1

Trani: 1977-1978

#### Competizioni nazionali
- Torneo Estivo: 1

Avellino: 1986

### Allenatore
- Promozione: 1

Trani: 1999-2000